# 1534 en littérature
| Années de la littérature : 1531 - 1532 - 1533 - 1534 - 1535 - 1536 - 1537    |
| Décennies de la littérature : 1500 - 1510 - 1520 - 1530 - 1540 - 1550 - 1560 |

Cet article présente les faits marquants de l'année 1534 en littérature.

## Événements
- Cour de Marguerite de Navarre, sœur du roi et épouse d'Henri d'Albret à Nérac à la suite de l'affaire des Placards : Marot, Rabelais, Estienne, Des Periers, Lefèvre d’Etaples, Gérard Roussel, Michel d'Arande… Elle protège les protestants[1].

## Parutions
- Juin : première édition des Satires, de L'Arioste[2].
- Juillet : Francisco de Jerez (es) : Verdadera relación de la Conquista del Perú y provincia del Cuzco, llamada la Nueva-Castilla, édité à Séville[3].

- François Rabelais publie Gargantua sous le pseudonyme d'Alcofribas Nasier[4].

## Naissances
- 19 mars : père José de Anchieta, missionnaire jésuite et écrivain espagnol, considéré comme le premier véritable écrivain brésilien d'expression portugaise († 1597).

- 18 octobre : Jean Passerat de Troyes, écrivain français, mort en 1602.

## Décès
- 9 janvier : Johann Turmair, érudit humaniste et chroniqueur allemand, mort le 4 juillet 1477.
- Vers 1534 :  Khondemir, historien persan, né vers 1475.